# La máquina del tiempo
La máquina del tiempo (en inglés, The Time Machine) es una novela de ciencia ficción del escritor británico  Herbert George Wells, publicada por primera vez en Londres en el año 1895 por William Heinemann. Consta de dieciséis capítulos y un epílogo.
Contrario a Julio Verne, padre del detalle y la explicación minuciosa, Wells describe a propósito la máquina de modo superficial y a la ligera, con algunas pinceladas de color, dejando la apariencia y el mecanismo del artilugio a interpretación del lector.
Fue la primera novela de uno de los padres de la ciencia ficción. Con su mezcla de aventuras y doctrina social y política alcanzó un notable éxito, contribuyendo así a la estabilidad de Wells, que a partir de ese momento pudo dedicarse plenamente a la escritura. Una parte del libro, la que versa sobre la explicación del invento y en la que se discute sobre la cuarta dimensión, fue publicada en el año 1893 en el Henley's National Observer. El escritor desarrolló el resto de la novela, que trata de las aventuras del Viajero a través del Tiempo en el futuro dos años después, tarea que le llevó escasos quince días.
Con esta obra, Herbert George Wells inauguraba para el gran público la temática del viaje a través del tiempo, si bien el autor no entra en las paradojas temporales, ya que en La máquina del tiempo prima la finalidad moralizadora.

## Sinopsis

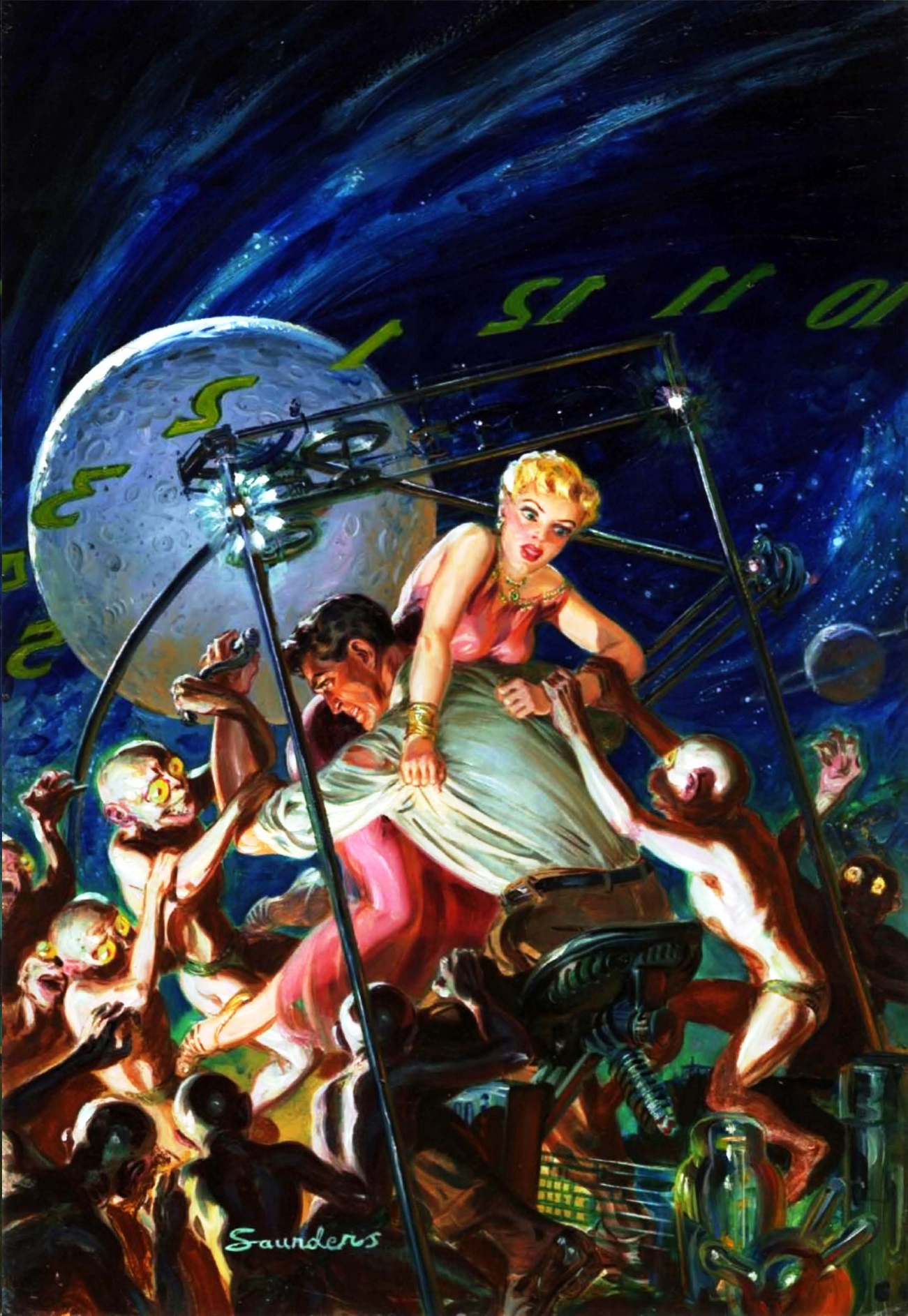
La máquina del tiempo. Ilustración de portada de Norman Saunders.

Ante el escepticismo de sus amigos, un científico de finales del siglo XIX logra descubrir las claves de la denominada "cuarta dimensión" (el Tiempo) y construye un vehículo que le permite viajar físicamente a través del mismo. Mientras tanto sus amigos se reúnen en su casa, pero en una ocasión el anfitrión no aparece.

Luego de esperar un rato, sus amigos lo ven entrar en un estado calamitoso. Les cuenta la historia de cómo viajó a través del tiempo con la intención de conocer el futuro. Al principio de iniciar su viaje al futuro piensa que no pasó nada pero se da cuenta de que saltó 5 horas al futuro. Continúa acelerando el tiempo viendo su casa desmoronándose y convirtiéndose en un jardín, llega al año 802.701, pero lejos de encontrar una civilización más avanzada, ve un mundo en decadencia habitado en su superficie por unos seres hedonistas, los Eloi, pero sin escritura, inteligencia ni fuerza física.
El Viajero supone que así debió de terminar la humanidad tras resolver todos sus conflictos existenciales y tras lograr el comunismo después conoce a Weena una mujer Eloi quien casi se ahoga en un río sin que los otros Eloi les importe además de que Weena no le agradece al protagonista por salvarla, sin embargo, poco después descubre que estos seres viven con un inmenso miedo al subsuelo y a la oscuridad, sobre todo en las noches sin luna. El subsuelo está dominado por unas siniestras criaturas, los Morlocks, otra rama de la evolución humana que se ha habituado a vivir en las tinieblas y sale de noche para alimentarse de los Eloi que captura, lo que significa que los seres humanos evolucionaron en dos especies separadas.

Tras hacer algunas exploraciones por los alrededores a su llegada al futuro, vuelve al lugar donde dejó la máquina del tiempo, pero ya no está; más tarde se percatará de que los Morlocks la han encerrado en el pedestal de una estatua que representa a una Esfinge situada en el lugar donde apareció el Viajero del tiempo. Hace todo lo posible para encontrar un modo de recuperarla, y se encuentra con una enorme construcción, el Palacio de Porcelana Verde, un museo en ruinas. Allí recoge herramientas para abrir las puertas de bronce del pedestal de la estatua de la esfinge, al principio tenía planeado irse con Weena al pasado pero cuando vuelve descubre que ya está abierta. Entra en ella, encuentra su máquina y descubre que todo fue una trampa, pero logra escapar con su máquina antes de que los Morlocks lo capturen al provocar fuego para distraer a los monstruos pero provocó un incendio forestal y pierde a Weena en el camino. Tras abandonar esta época, el protagonista continúa su viaje avanzando aún más en el tiempo; al llegar 30 millones de años después de su época ve unas criaturas parecidas a cangrejos rojos atrapando mariposas gigantes y deambulando lentamente en playas de color rojo sangre, junto con helechos. Luego avanza más en el tiempo hasta llegar a la desaparición de la vida en la Tierra y después de ver la rotación del planeta siendo cada vez más lenta, hasta que el Sol se queda en el mismo lugar en el cielo y finalmente llega hasta la muerte del mismo Sol mientras que la Tierra se congela y oscurece para siempre.
 Exhausto y aterrorizado, vuelve a su época y le cuenta la historia a sus compañeros.
Nadie cree su historia, pero el narrador regresa al día siguiente y ve cómo el viajero toma ciertas cosas de su laboratorio (entre ellas una cámara) y parte hacia el futuro. El narrador, presente en la fuga del Viajero, comenta que aquello ocurrió hace más de tres años. Al final del relato afirma que continúa esperando al Viajero.

## Personajes

### El viajero a través del Tiempo
H. G. Wells pinta al protagonista como un hombre con ojos grises y un rostro "habitualmente pálido", y sobre él apunta que "era una de esas personas demasiado inteligentes para ser creídos; con él teníase la sensación de que nunca se le percibía por entero; sospechaba uno siempre en él alguna sutil reserva, alguna genialidad emboscada, detrás de su lúcida franqueza". A lo anterior habría que añadir que es un sujeto de acción, ya que no duda a la hora de lanzarse a probar su invento y, a pesar de los peligros de la primera aventura, no le falta valor para lanzarse a un segundo viaje por el tiempo. Además, es una persona con un extraordinario conocimiento del mundo en el que vive, tanto científica como social o políticamente hablando, y al que también caracteriza su preocupación por el rumbo de la humanidad, motivo por el que se lanza a conocer el futuro y el final de la misma. Se sabe también que este poseía grandes conocimientos sobre cultura, medicina, política, matemática, biología y otras ciencias.

### Los Eloi
Los Eloi son los seres que habitan la superficie del Planeta Tierra en el año 802.701. El Viajero a través del Tiempo los describe como seres de una estatura de 1.20 metros, vestidos con túnicas púrpuras ceñidas al talle por un cinturón de cuero, y al protagonista le impresionan "la belleza y la gracia de aquel ser". Viven de una forma despreocupada, sin trabajar y alimentándose de los frutos que les da una tierra sin malas hierbas, jugando y amándose durante todo el día y sin indicios de padecer enfermedad alguna, si bien tienen un miedo terrible a la oscuridad. La visión de estos seres lleva al protagonista de describir que en el citado año el mundo está en un "estado de ruinoso esplendor", y además de conjeturar que el comunismo se ha impuesto, piensa que la humanidad ha conseguido desarrollarse plenamente, someter a la naturaleza y, luego, acomodarse. La seguridad y la falta de necesidad hacen innecesaria la especialización de los sexos.

### Los Morlocks
Si los Eloi son gráciles, vegetarianos e inofensivos, los otros habitantes del planeta, los Morlocks, se caracterizan por su fealdad y su ferocidad. "Era de un blanco desvaído, y que tenía unos ojos grandes y extraños de un rojo grisáceo, y también unos cabellos muy rubios que le caían por la espalda", dice el viajero cuando tropieza por primera vez con una de estas criaturas, sobre las que a continuación apunta: "¡Aquel ser se asemejaba a una araña humana!" Habitan el subsuelo del planeta, en total oscuridad, por lo que tienen unos ojos "de un tamaño anormal y muy sensibles", y tienen una serie de pozos de ventilación que les permiten salir al exterior de cacería en las noches sin luna. Y es que, a diferencia de los Eloi, los Morlocks son carnívoros y, según adivina el protagonista, el plato básico de su dieta son los Eloi, lo que justificaría su miedo a la oscuridad. El viajero asocia esta raza a la evolución de los sirvientes de las clases pudientes, es decir, los trabajadores, mientras que los descendientes de los acomodados serían los habitantes de la superficie del planeta.

### Otras criaturas
Una vez dejado muy atrás el mundo de los Eloi y los Morlocks, el viajero pone rumbo hacia el fin de la humanidad, donde el paisaje está habitado por unas criaturas semejantes a cangrejos y mariposas gigantes. Además, percibe una extraña criatura marina con forma de piedra negra, que en un principio parece inmóvil, pero que luego cobra vida y le infunde un terror que le impulsa a regresar a su época, es decir, a finales del siglo XIX.

### Los amigos del viajero
El Viajero a través del Tiempo hace la presentación de su invento y narra sus aventuras a una serie de personas que representan a la sociedad de finales del siglo XIX, la mayoría de ellos escépticos y preocupados por la actualidad científica y social de la época. Entre estos personajes está Filby, "un personaje polemista de pelo rojo", un psicólogo, un corregidor, un doctor, y varios periodistas, entre otros, así como el propio narrador-transcriptor del relato.

## Adaptaciones cinematográficas
El relato de H. G. Wells ha sido objeto de al menos cinco  adaptaciones cinematográficas y para televisión, así como objeto de diversas secuelas literarias.
Entre las adaptaciones llevadas al cine destacan la realizada en el año 1960 por George Pal bajo el mismo título, The Time Machine.
En 1978 se estrenó una película para televisión también titulada La máquina del tiempo la cual esta ambientada en esa misma época y no a finales del siglo 19.
Otra película es Time After Time, de 1979, dirigida por Nicholas Meyer y protagonizada por Malcolm McDowell y Mary Steenburgen la cual a diferencia de las otras dos películas el protagonista en vez de viajar más de 800 mil años al futuro, viaja a 1979 para detener a Jack el Destripador porque le robó su máquina del tiempo para escapar de su época.
También merece la pena subrayar la realizada por Simon Wells, descendiente del escritor, titulada La máquina del tiempo en el año 2002, con excelentes adaptaciones musicales e instrumentos de inicios del siglo XIX.

## Otras adaptaciones
En España, la editorial barcelonesa Adapta Editorial publicó en 2021 una adaptación a Lectura fácil llevada a cabo por Núria Martí Constans sobre la traducción de Fernando Aixa Torres, con ilustraciones de Joaquín Porcar Díaz.